# Maia (freguesia)
Maia foi uma freguesia portuguesa, sede do concelho da Maia, com 3,61 km² de área e 12 406 habitantes (2011). Densidade: 3 436,6 hab/km².
Integra a Cidade da Maia em conjunto com as localidades de Vermoim e Gueifães. 
Foi sede de uma freguesia extinta em 2013, no âmbito de uma reforma administrativa nacional, para, em conjunto com Vermoim e Gueifães, formar uma nova freguesia denominada Cidade da Maia.

## População
| População da freguesia da Maia | População da freguesia da Maia | População da freguesia da Maia | População da freguesia da Maia | População da freguesia da Maia | População da freguesia da Maia | População da freguesia da Maia | População da freguesia da Maia | População da freguesia da Maia | População da freguesia da Maia | População da freguesia da Maia | População da freguesia da Maia | População da freguesia da Maia | População da freguesia da Maia | População da freguesia da Maia |
| ------------------------------ | ------------------------------ | ------------------------------ | ------------------------------ | ------------------------------ | ------------------------------ | ------------------------------ | ------------------------------ | ------------------------------ | ------------------------------ | ------------------------------ | ------------------------------ | ------------------------------ | ------------------------------ | ------------------------------ |
| 1864                           | 1878                           | 1890                           | 1900                           | 1911                           | 1920                           | 1930                           | 1940                           | 1950                           | 1960                           | 1970                           | 1981                           | 1991                           | 2001                           | 2011                           |
| 907                            | 999                            | 1 160                          | 1 259                          | 1 452                          | 1 585                          | 1 842                          | 2 129                          | 2 537                          | 2 803                          | 3 198                          | 4 583                          | 6 974                          | 9 816                          | 12 406                         |

| Distribuição da População por Grupos Etários | Distribuição da População por Grupos Etários | Distribuição da População por Grupos Etários | Distribuição da População por Grupos Etários | Distribuição da População por Grupos Etários | Distribuição da População por Grupos Etários | Distribuição da População por Grupos Etários | Distribuição da População por Grupos Etários | Distribuição da População por Grupos Etários | Distribuição da População por Grupos Etários |
| -------------------------------------------- | -------------------------------------------- | -------------------------------------------- | -------------------------------------------- | -------------------------------------------- | -------------------------------------------- | -------------------------------------------- | -------------------------------------------- | -------------------------------------------- | -------------------------------------------- |
| Ano                                          | 0-14 Anos                                    | 15-24 Anos                                   | 25-64 Anos                                   | > 65 Anos                                    |                                              | 0-14 Anos                                    | 15-24 Anos                                   | 25-64 Anos                                   | > 65 Anos                                    |
| 2001                                         | 1 703                                        | 1 396                                        | 5 893                                        | 824                                          |                                              | 17,3%                                        | 14,2%                                        | 60,0%                                        | 8,4%                                         |
| 2011                                         | 2 154                                        | 1 153                                        | 7 579                                        | 1 520                                        |                                              | 17,4%                                        | 9,3%                                         | 61,1%                                        | 12,3%                                        |

## História
Maia - outrora denominada Barreiros, é sede de concelho desde 28 de Junho de 1902, aquando da transferência dos Paços do Concelho do lugar do Castêlo, freguesia de Santa Maria de Avioso para o lugar do Picoto da freguesia de Barreiros.
Em 13 de Dezembro de 1902, Barreiros foi elevada à categoria de Vila.
Em 21 de Dezembro de 1950, a freguesia de Barreiros passou a denominar-se Maia.
No ano de 1986, juntamente com as freguesias de Vermoim e Gueifães, a freguesia da Maia é elevada à categoria de cidade.
Pertenceu ao Couto de Leça e à Ordem da Sagrada Religião de São João Baptista do Hospital de Jerusalém de Malta, mais tarde denominada apenas Ordem de Malta.
Do Inventário do Cartório de Leça, folhas 12, coluna 1, número 119, pode ler-se o extracto de um dos textos mais antigos que fala da freguesia de Barreiros: «Como só o mesmo Payo Paes lhe doou ao Spital Quanta herdade tinha em Barreiros cerca de 1128» A data de cerca de 1128 aponta para uma origem muito anterior da existência da freguesia de Barreiros.
As Inquirições de D. Fernando de 1367, dizem que «a freguesia de Barreiros como as de Gueifães, Gondim e Leça são do Hospital (Ordem de Malta), que as traz por honra não entrando aí o mordomo do rei.»
A freguesia da Maia, outrora agrícola por excelência, com as suas imponentes Quintas: Quinta dos Cónegos, Quinta da Boavista, Quinta das Flores, Quinta de Santa Catarina de Sena, Quinta de S. Francisco de Paula, entre outras, é hoje o centro urbano de uma cidade em constante crescimento.
O Zoo da Maia é actualmente o seu ex-libris no contexto turístico, sendo visitado anualmente por centenas de milhares de pessoas de todo o país e estrangeiro.
A localidade da Maia tem São Miguel como Orago, mas a sua população dedica uma devoção muito especial a Nossa Senhora do Bom Despacho.